# Sztorm-Z
Sztorm-Z (ros. Шторм-Z) – karna jednostka wojskowa ustanowiona przez Rosję w kwietniu 2023 r. Wykorzystana została w trakcie inwazji rosyjskiej na Ukrainę.

## Historia

### Sformowanie
Istnienie jednostek Sztorm-Z zostało po raz pierwszy ujawnione 6 kwietnia 2023 r., kiedy siły ukraińskie przechwyciły dokumenty szczegółowo opisujące ich karną rekrutację i formacje. Rosyjskie Ministerstwo Obrony wzorowało jednostki na karnej rekrutacji Grupy Wagnera po tym, jak doszło do wypowiedzenia posłuszeństwa przez przywódcę Wagnera, Jewgienija Prigożyna. Członkowie jednostki są rekrutowani z rosyjskich więzień przy założeniu, że udana służba spowoduje odjęcie ich wyroku, a także zarobi im 2200 dolarów miesięcznie. Instytut Studiów nad Wojną ocenił, że jednostki Storm-Z zostaną dołączone do sił rosyjskich przechodzących zmęczenie bojowe. Podali również, że każda kompania składała się ze 100 ludzi podzielonych na cztery oddziały przechwytujące po 10 osób każdy, cztery oddziały wsparcia ogniowego po 10 osób każdy, 2-osobowy element dowodzenia, 5-osobową grupę inżynierii bojowej, 8-osobową grupę zwiadowczą, 3-osobową grupę medevac i 2-osobową załogę UAV. Każda kompania miała otrzymać tylko 10–15 dni szkolenia przed wysłaniem do aktywnej walki, a mianowicie w walkach miejskich w bitwie o Bachmut i bitwie o Awdijiwkę. Różne rosyjskie dowództwa i jednostki miały dołączone do nich kompanie Sztorm-Z, po raz pierwszy służąc przy 8 Armii Ogólnowojskowej i 1 Korpusie Armijnym, siłach zbrojnych samozwańczej Donieckiej Republiki Ludowej. Brytyjski wywiad stwierdził, że rosyjscy dowódcy często karzą żołnierzy nadużywających narkotyków i alkoholu, zmuszając ich do walki w oddziałach Sztorm-Z. Według zarówno brytyjskiego wywiadu, jak i rosyjskich blogerów wojskowych, Sztorm-Z ponosił od 40 do 70% strat, próbując zdobyć miasto Awdijiwka.

### Sztorm Gladiator
W ramach Sztorm-Z powołana została elitarna jednostka specjalna, Sztorm Gladiator. Powstała ona w oparciu o ustawodawstwo Władimira Putina z czerwca 2023 r. Jest to uprzywilejowany półtajny batalion składający się z kilkuset skazanych z doświadczeniem bojowym, nazywany „gladiatorami” na cześć byłego generała 58. Armii Ogólnowojskowej, Iwana Popowa, ze znakiem wywoławczym „Spartak”. Jesienią 2023 roku Rosja rozpoczęła operacje ofensywne jednocześnie w kilku punktach wzdłuż linii frontu na Ukrainie, starając się zająć nowe pozycje przed nadejściem zimy. Siły szturmowe Sztorm Z, w tym Gladiator, odegrały wiodącą rolę w walkach. Żołnierze Sztorm Gladiator brali udział m.in. w walkach na froncie zaporoskim, w okolicach wsi Robotyne.

### Ukraińska kontrofensywa
Żołnierze Sztorm-Z powiedzieli, że ich jednostki cierpią z powodu niekompetentnego przywództwa, braku zaopatrzenia i wadliwego sprzętu. Trzech jeńców Sztorm-Z powiedziało CNN o rutynowo wadliwie działającej artylerii, niedokładnych zaporach rakietowych i dowódcach pod wpływem środków przeciwbólowych wydających „bezsensowne rozkazy”. Powiedzieli również, że zdobycie żywności i wody wymagało przejścia 5 km (3 mil) przez pole minowe. Jednostki cierpiały również z powodu niskiego morale, a gdy miały szansę, w dużej liczbie poddawały się siłom ukraińskim. W pierwszych dniach ukraińskiej kontrofensywy w 2023 r. duży kontyngent żołnierzy-karnych, a także poborowych, poddał się pod Wełyką Nowosiłką. Jeńcy ci potwierdzili doniesienia, że jednostki weteranów armii rosyjskiej są rozmieszczone za jednostkami składającymi się z żołnierzy karnych i poborowych, działając jako oddziały zaporowe, które strzelają do każdego, kto próbuje się wycofać lub poddać. Wkrótce potem jeden z takich przypadków otwarcia ognia przez siły zaporowe do wycofujących się jednostek rosyjskich został sfilmowany przez ukraińskiego drona. Jednostki Sztorm-Z zostały również rozmieszczone na linii Swatowe – Kreminna, wykonując „wysoce ograniczone ataki” na pozycje ukraińskie z dwiema rosyjskimi dywizjami sił powietrznodesantowych, 76. i 98. Gwardyjską Dywizją Powietrznodesantową, działającymi jako siły zaporowe.

### Bunt Grupy Wagnera
Podczas rebelii Grupy Wagnera kilka jednostek Sztorm-Z zobowiązało się do lojalności wobec Grupy Wagnera i przysięgło pomóc Jewgienijowi Prigożynowi w obaleniu rosyjskiej struktury wojskowej. Jednak po tym, jak Prigożyn zakończył rebelię i zawrócił swoje konwoje na krótko przed Moskwą, te jednostki Sztorm-Z oskarżyły go o „tchórzostwo” i stwierdziły, że „zdradził ich podwójnie”. Stwierdzili również, że z powodu ich poparcia dla Wagnera, ich dowódcy zaczęli wymierzać kary nielojalnym jednostkom. Jednostki Sztorm-Z są nadzorowane przez szefa Głównego Zarządu Organizacyjno-Mobilizacyjnego Sztabu Generalnego, generała pułkownika Jewgienija Burdinskiego, który był ostro krytykowany przez rosyjskich nacjonalistów za niezdolność do rozliczenia wszystkich jednostek Sztorm-Z.